# Можемо! (партія)
Можемо! — Політична платформа (хорв. Možemo! – politička platforma) — ліва зелена політична партія в Хорватії, створена місцевими зеленими і лівими рухами та ініціативами з метою передвиборчої діяльності на національному рівні для проходження в європейський та місцевий парламенти.
На парламентських виборах 2020 року вона виборола 4 місця + 1 незалежний кандидат у складі Зелено-лівої коаліції (де «Нові ліві» та «Робітничий фронт» отримали ще по одному мандату). Протягом 2021 року «Можемо!» стала третьою найрейтинговішою партією за даними більшості опитувань, особливо напередодні місцевих виборів.
Після місцевих виборів 2021 року в Загребі стала найбільшою партією в Загребській міській раді, здобувши загалом 23 місця, а її кандидат Томислав Томашевич блискуче переміг у виборах на посаду столичного мера 31 травня 2021.

## Історія
Партія виникла з ініціативного комітету у складі 26 активістів і лівоорієнтованих політиків, переважно з місцевої партії «Загреб — НАШ!», включаючи і незалежні рухи з інших куточків країни в рамках того самого політичного та ідеологічного спектру. Офіційно партію засновано 10 лютого 2019 перед виборами до Європейського парламенту, при цьому основний акцент робився на освітньо-виховному процесі (освіті), кращій політиці в охороні здоров'я, на соціальній та гендерній рівності, підтримці мігрантів, відновлюваних джерелах енергії та сталому сільському господарстві.
Установчі збори визначили, що партія не матиме офіційного голови, натомість із числа її членів обрали двох координаторів Сандру Бенчич і Теодора Целакоскі, які разом із ще п'ятьма членами складають правління. Іншими відомими на той час членами ініціативи, а більшість із них і далі активна, були Данієла Доленець, Дамір Бакич, Іскра Мандарич, Джуро Цапор, Урша Раукар, Вілім Матула, Даріо Юричан, Міма Симич, Іво Шпігель, Томислав Томашевич та ін.
28 березня 2019 партії «Можемо!», «Нові ліві» та «Сталий розвиток Хорватії» створили коаліцію для участі у виборах до Європарламенту, де сподівалися здобути одне місце, яке б учасники коаліції займали по черзі. Вони також заявили про свою підтримку Зеленого нового курсу, який обстоює Рух за демократію в Європі 2025, а згодом їх підтримав Яніс Варуфакіс. Кінець кінцем, коаліція на чолі з «Можемо!» набрала 19 313 голосів, що становить 1,79% від загальної кількості виборців.

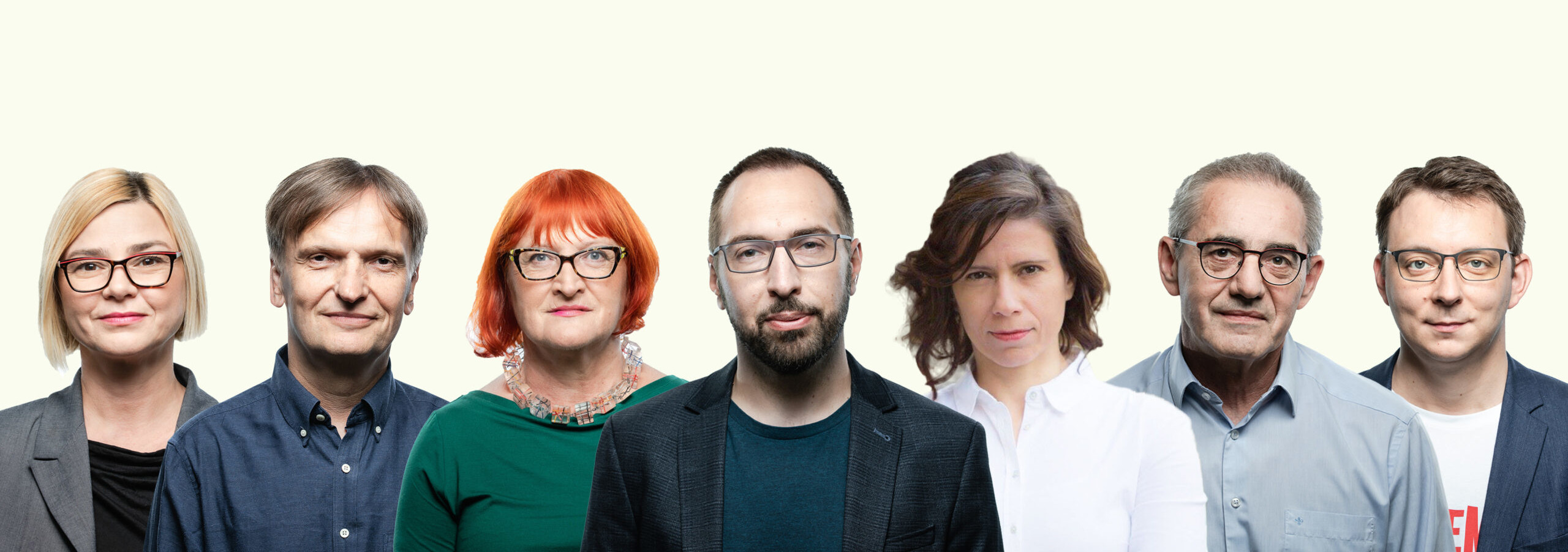
Сімка депутатів хорватського парламенту від Зелено-лівої коаліції

Перед виборами до хорватського парламенту до платформи як перший незалежний кандидат приєднався колишній член СДП, а згодом безпартійний парламентар Боян Главашевич. Тоді ж у партію вступив разом із дружиною фронтмен панк-рок-гурту «Холодне пиво» Міле Кекін, склавши згодом пісню, яка використовувалася у партійних кампаніях. Підтримку на виборах їм також висловила Джейн Фонда. Під час виборчих перегонів зросла їхня популярність у Загребі.
За результатами виборів коаліція здобула близько 7% голосів і 7 місць у парламенті. Ці місця посіли Томислав Томашевич, Сандра Бенчич, Дамір Бакич, Вілім Матула, Рада Борич, Катарина Пеович і Боян Главашевич. У Дубровнику їм вдалося набрати 9% голосів.

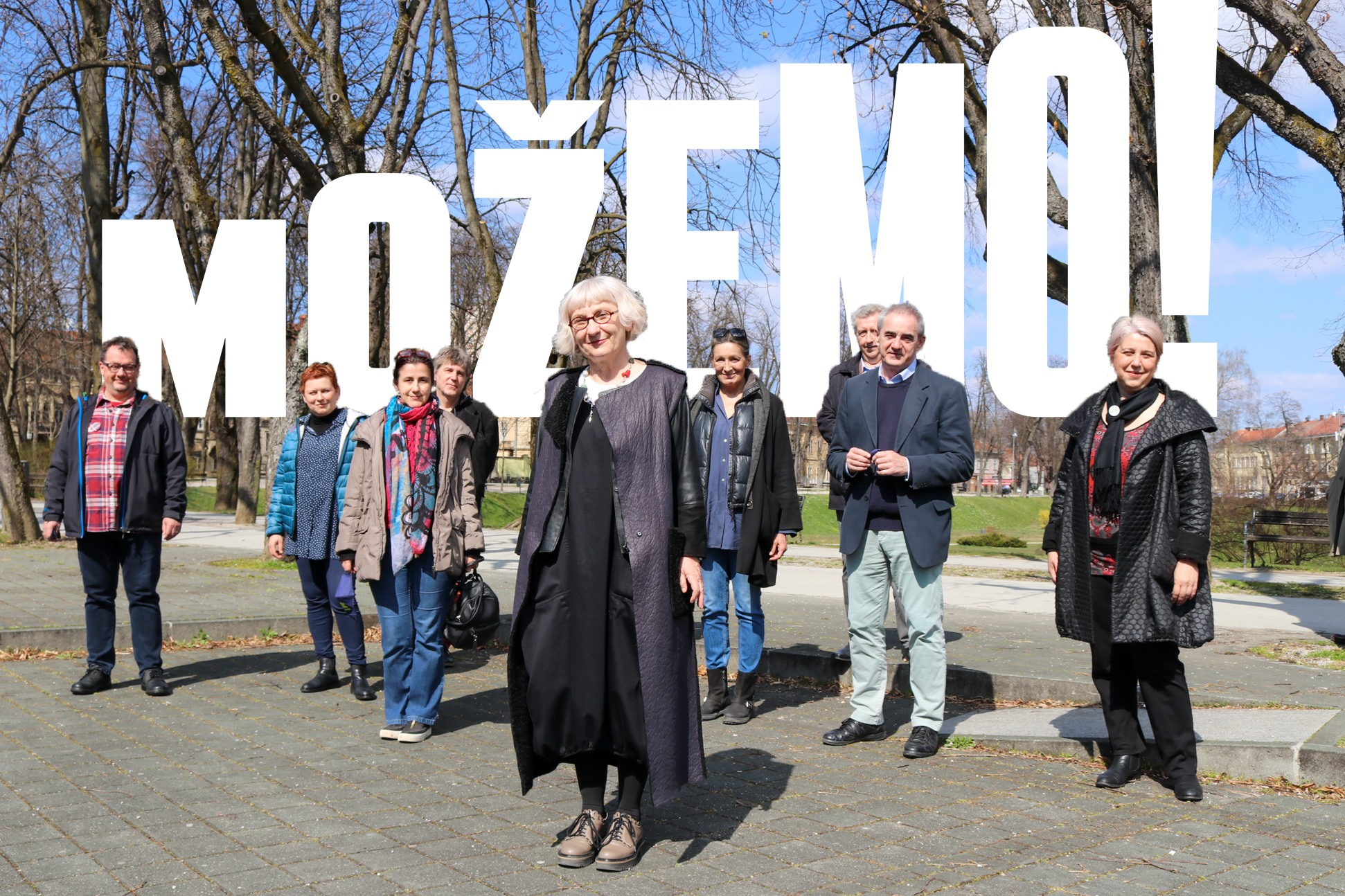
Партійна передвиборча кампанія на місцевих виборах 2021 у Карловці

## Ключові цінності
Партія визначає себе як широка прогресивна платформа з метою прилучення до демократичного соціалізму членів і виборців, яким близькі цінності лівої, включаючи радикально ліву, та зеленої політики і політики сталості довкілля. До ключових цінностей належать загальна децентралізація розвитку та економічна, соціальна і гендерна рівність, зменшення енергетичної та харчової залежності, а також незалежність ЗМІ та сприяння інноваціям. Моделі розвитку пропонують зниження прекарності праці, посилення економічної демократії, зміцнення синдикалізму та прав трудящих загалом.